# Omloop Mandel-Leie-Schelde 1960
De 16e editie van de Belgische wielerwedstrijd Omloop Mandel-Leie-Schelde werd verreden op 29 mei 1960. De start en finish vonden plaats in Meulebeke. De winnaar was Julien Schepens, gevolgd door Jef Planckaert en Frans De Mulder.

## Wedstrijdverloop
Een vroege vlucht van Marcel Ongenae en Jos Mariën werd na 100 kilometer ingerekend door Jef Planckaert, Daniël Doom en Roger De Cock. Even later kwamen daar nog Tuur De Cabooter, Julien Schepens, Frans De Mulder, Dré Noyelle, Lode Van Huyck en Dré Messelis bij. De Cabooter viel vooraan weg met een lekke band, terwijl de kopgroep van 10 renners tot 6 minuten voorsprong op het peloton bij elkaar fietste. In de laatste kilometers probeerde Messelis zijn vluchtgezellen met een ultieme demarrage nog te verschalken, maar uiteindelijk werd de koers in de spurt beslecht. Hierin haalde Julien Schepens, die later dat jaar nog de gele trui in de openingsrit van de Ronde van Frankrijk zou veroveren, voor streekgenoot en eeuwige concurrent Jef Planckaert.

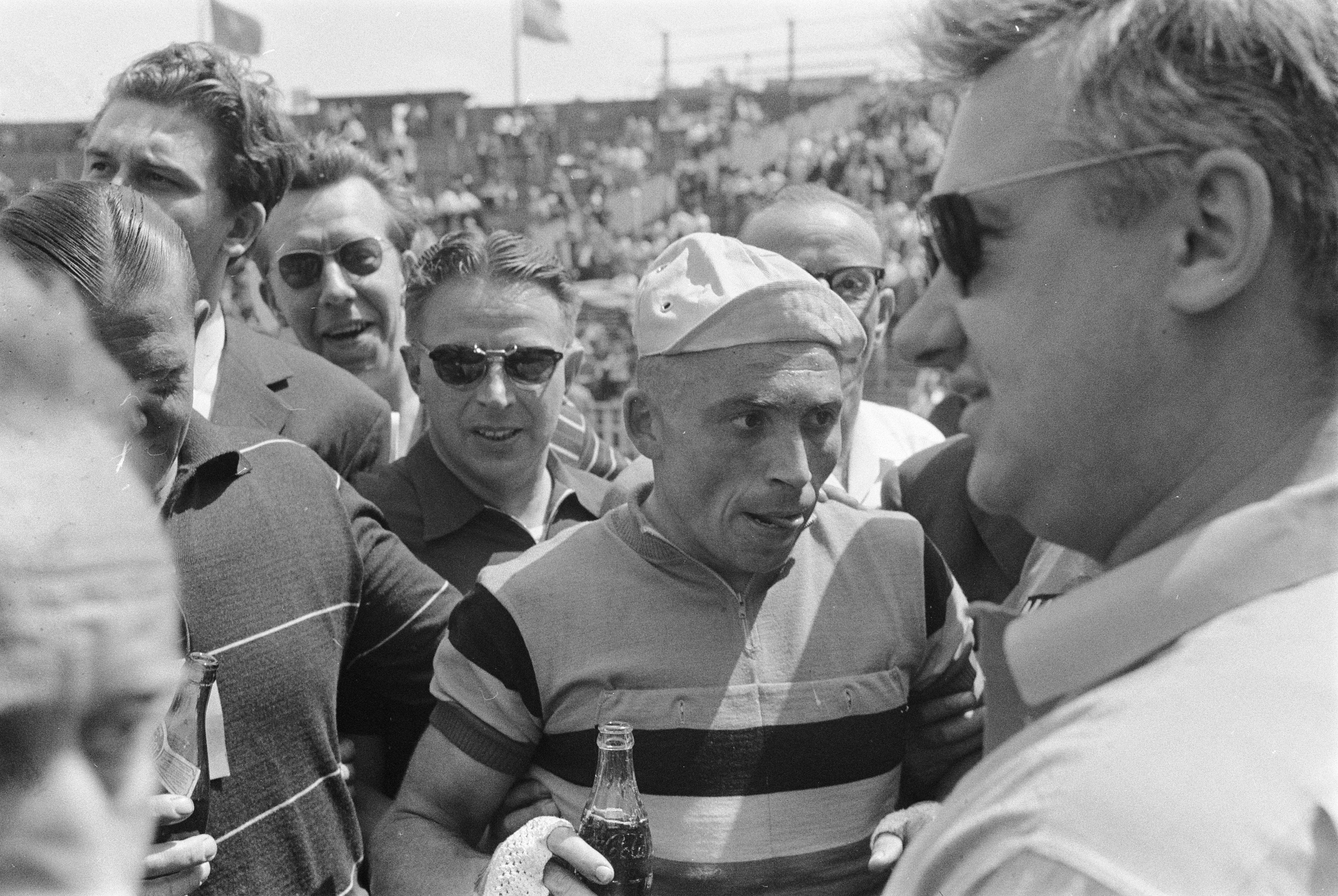
Julien Schepens - Ronde van Frankrijk 1960

## Voornaamste deelnemers
- De Bruyne Fred
- De Cabooter Tuur
- De Cock Roger
- Foré Noël
- Noyelle André
- Planckaert Jef
- Schepens Julien

## Uitslag
| Omloop Mandel-Leie-Schelde 1960 |                   |                          |        |
| Plaats                          | Naam              | Ploeg                    | Tijd   |
| Winnaar                         | Julien Schepens   | Flandria-Wiel's          | 5u 44' |
| 2                               | Jef Planckaert    | Flandria-Wiel's          | z.t.   |
| 3                               | Frans De Mulder   | Groene Leeuw-Sinalco-SAS | z.t.   |
| 4                               | Louis Van Huyck   | Peugeot-BP-Dunlop        | z.t.   |
| 5                               | Roger Decock      | Dr. Mann-Dossche Sport   | z.t.   |
| 6                               | André Messelis    | Groene Leeuw-Sinalco-SAS | z.t.   |
| 7                               | Daniel Doom       | Flandria-Wiel's          | 40"    |
| 8                               | André Noyelle     | Flandria-Wiel's          | z.t.   |
| 9                               | Constant Goossens | Peugeot-BP-Dunlop        | 6'55"  |
| 10                              | Marcel Ongenae    | Dr. Mann-Dossche Sport   | z.t.   |

## Referentielijst
1. ↑  "Julien Schepens vlot spurtwinnaar.", Het Nieuwsblad, 30 mei 1960.
2. ↑  "Julien Schepens wint spurt van zes", Het Volk, 30 mei 1960.

1945 · 1946 · 1947 · 1948 · 1949 · 1950 · 1951 · 1952 · 1953 · 1954 · 1955 · 1956 · 1957 · 1958 · 1959 · 1960 · 1961 · 1962 · 1963 · 1964 · 1965 · 1965 · 1966 · 1967 · 1968 · 1969 · 1970 · 1971 · 1972 · 1973 · 1974 · 1975 · 1976 · 1977 · 1978 · 1979 · 1980 · 1981 · 1982 · 1983 · 1984 · 1985 · 1986 · 1987 · 1988 · 1989 · 1990 · 1991 · 1992 · 1993 · 1994 · 1995 · 1996 · 1997 · 1998 · 1999 · 2000 · 2001 · 2002 · 2003 · 2004 · 2005 · 2006 · 2007 · 2008 · 2009 · 2010 · 2011 · 2012 · 2013 · 2014 · 2015 · 2016 · 2017 · 2018 · 2019 · 2020 · 2021 · 2022 · 2023